# L'Ami du peuple (1789)
Pour les articles homonymes, voir L'Ami du peuple.
L'Ami du peuple est un journal politique français de la période révolutionnaire, créé et publié par Marat de 1789 à 1792, pour être remplacé par Le Journal de la République française.
Il paraissait aussi sous forme de placards, signés « L'Ami du peuple », affichés sur les murs de Paris.

## Histoire
Le premier numéro, daté du 12 septembre 1789, le journal porte le nom de Le Publiciste parisien. Après cinq numéros et une évolution de son contenu, il change de titre et devient L'Ami du Peuple, le 16 septembre 1789. Ce nom va se confondre avec celui de son créateur et rédacteur.

### Interruptions

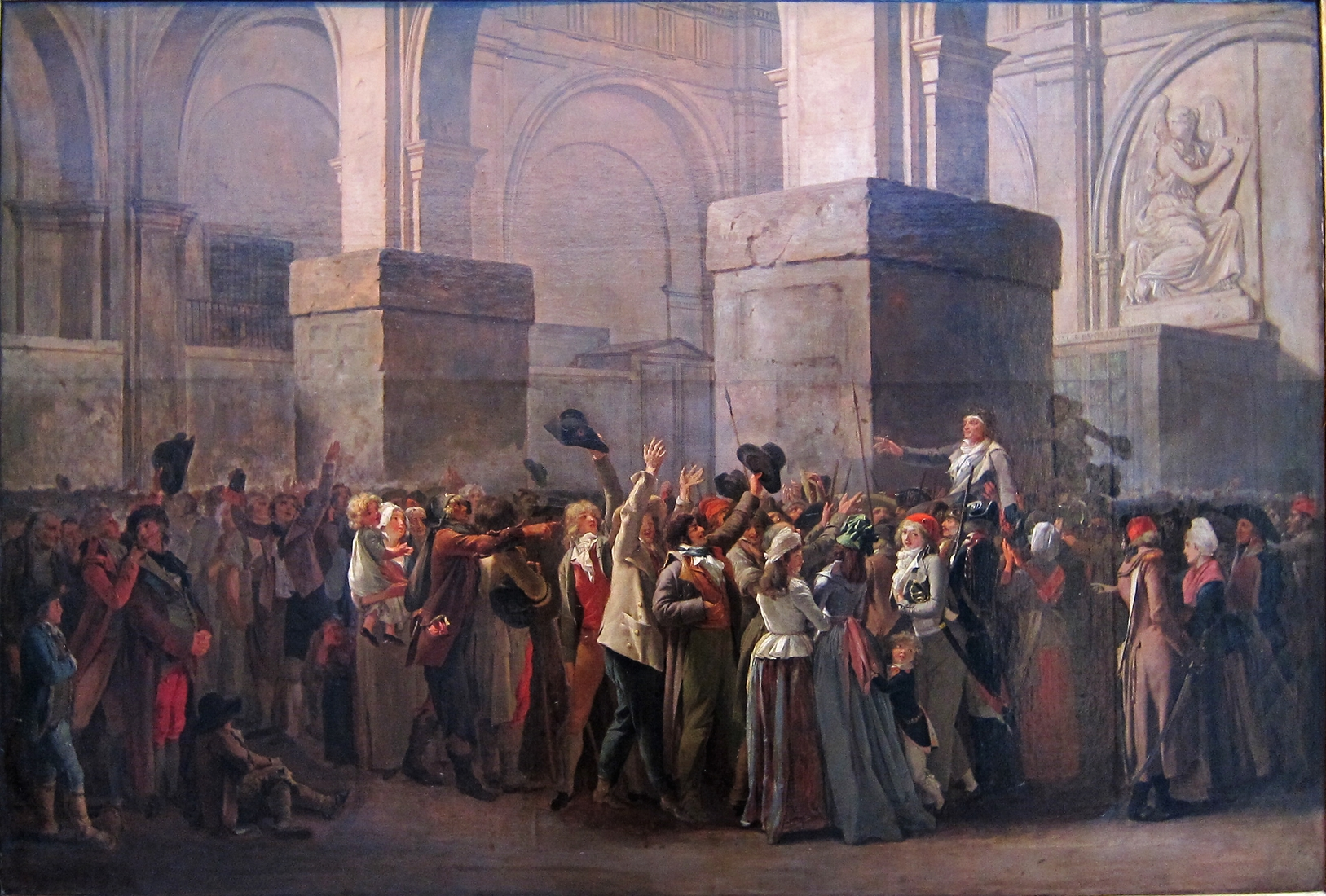
Marat porté en triomphe par le peuple après son acquittement par le Tribunal révolutionnaire. Gravure anonyme de 1793.

Marat est cité à comparaître devant le tribunal du Châtelet pour « excitations aux violences ». Ses insultes dans le no 97 (14 janvier 1790) contre M. Bouchet d'Argis, conseiller au Châtelet chargé de l'affaire, lui valent un décret de prise de corps (arrestation) signé par le maire de Paris Jean Sylvain Bailly. Trois mois durant, Marat se cache à Paris, puis s'exile à Londres, pour revenir entre le 10 et le 17 mai 1790. Pendant son absence, des exemplaires contrefaits sont publiés, en particulier par un M. Vaudin qui a publié trente numéros.
Marat commence à publier un second journal, le Junius français, dont le premier numéro est daté du 2 juin 1790, et imprimé par Anne Félicité Colombe, de juillet 1790 à mars 1791.
Le 14 septembre 1791, jour de l'acceptation de la constitution par Louis XVI, Marat quitte la France pour échapper au graveur Maquet dont il a séduit la femme pendant que celui-ci lui donnait asile, pour s'établir à Londres. L’Ami du peuple du 22 septembre est daté de Clermont-de-L'Oise, celui du 23 de Breteuil, celui du 27 d'un hameau proche d'Amiens, puis il revient à Paris.
La parution s'interrompt le 15 décembre 1791 et reparaît 12 avril 1792 après une interruption de quatre mois, grâce à l'argent et l'aide de Simone Évrard, devenue sa compagne, dont le beau-frère travaillait dans un des ateliers qui l'imprimait.
Pendant l'interruption, Marat a publié le 18 mars 1792 le prospectus d'un nouveau journal, l’École du citoyen dont le premier numéro n’a jamais paru.
La publication s'arrête définitivement, après trois années et 685 numéros, au numéro daté du 21 septembre 1792.

### Successeur
L’Ami du peuple a continué sa parution, sous le titre Journal de la République française, dont le premier numéro paraît sans date le 25 septembre 1792, jour de la proclamation de la République par la Convention. François-Vincent Raspail a fondé, lors de la Révolution française de 1848, un journal intitulé L’Ami du peuple.

## Placards
- « Aux Armes ! C'en est fait de nous ! », le 28 juillet 1790

## Galerie

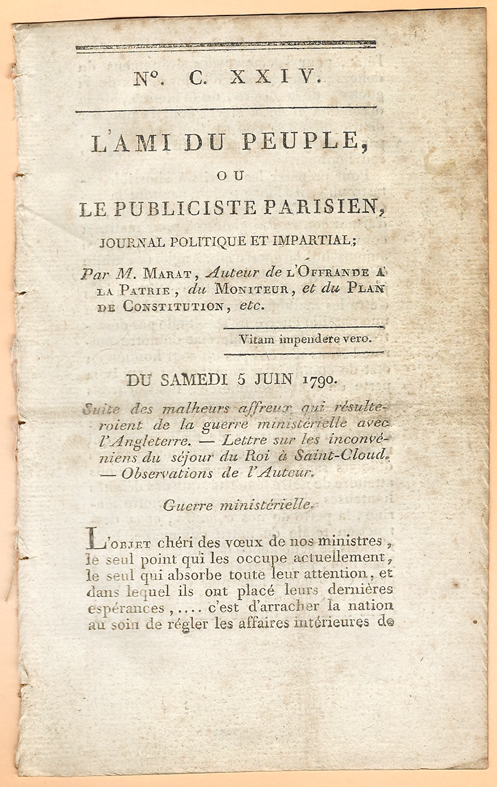
Le numéro 124 dans lequel Marat explique pourquoi Louis XVI ne peut être enlevé par ses partisans : « Il est impossible que le roi nous soit enlevé, à moins que le commandant général [La Fayette] ne fût dans le complot des ennemis de la révolution. »
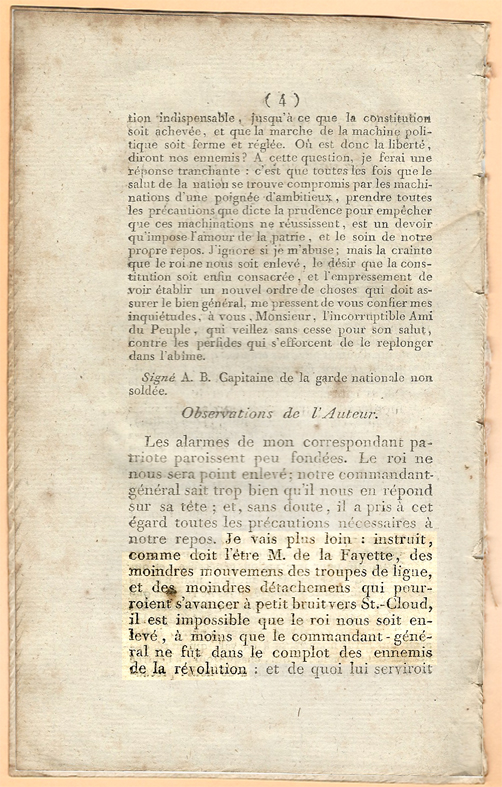
Où Marat indique qu'il ne croit pas à une fuite ou enlèvement de Louis XVI sans la complicité de La Fayette.